# پرچم شیلی
پرچم ملی شیلی, پرچمی است که شامل دو نوار نابرابر قرمز و سفید است که به اندازه ارتفاع سفید یک مربع آبی در آن جای گرفته‌است و در مربع آبی یک ستاره پنج‌پر قرار دارد. این پرچم در ۱۸ اکتبر ۱۸۱۷ تصویب شد. این پرچم در شیلی به نام اسپانیایی La Estrella Solitaria  (به معنی تک‌ستاره) خوانده می‌شود.
ستاره نماد افتخار و پیشرفت است، آبی نماد آسمان و اقیانوس آرام است و سفید نماد کوه‌های آند و قرمز نماد خون‌های ریخته شده برای استقلال است.
هر ساله در نهم ژوئیه به عنوان «روز پرچم» جشن گرفته می‌شود که یادبود کشته‌شدن ۷۷ سرباز شیلیایی در نبرد کنسپسیون است.

## نگارخانه

|  |  |  |  |